# Filinto Müller

Filinto Müller (1959)

Filinto Strübing Müller (* 11. Juli 1900 in Cuiabá, Mato Grosso; † 11. Juli 1973 bei Orly, Frankreich) war ein brasilianischer Politiker.

## Werdegang
Der Nachkomme deutscher Einwanderer trat im Alter von 19 Jahren in die brasilianische Armee ein und wurde schließlich Offizier, der an den Tenente-Revolten teilnahm. Müller war während der Präsidentschaft von Getúlio Vargas in der Zeit von 1933 bis 1942 ein enger Mitarbeiter von Vargas und wurde so Chef der Polizei im Distrito Federal, was ihm die Autorität über alle zivilen Polizeikräfte in Brasilien verlieh.
Vor und während des Zweiten Weltkriegs sympathisierte er mit Nazi-Deutschland und förderte persönlich die enge Zusammenarbeit zwischen der Gestapo und den brasilianischen Strafverfolgungsbehörden. Er gilt als Verantwortlicher für den Einsatz von sogenannten Todesschwadronen in Brasilien. Nach dem Kriegseintritt Brasiliens auf Seite der Alliierten wurde er als Polizeichef entlassen.
1945 war er Mitbegründer des Partido Social Democrático. Ab 1947 vertrat er den Bundesstaat Mato Grosso im brasilianischen Senat und war von 1959 bis 1961 dessen Vizepräsident und 1973 Präsident. Als die Brasilianischen Streitkräfte sich 1964 an die Macht putschten, trat er deren Aliança Renovadora Nacional (ARENA) bei. Von 1969 bis 1973 war er Vorsitzender der ARENA.
Er starb an Bord des VARIG-Flugs 820 in der Nähe des Flughafens Paris-Orly.

## Ehrungen
- Großes Verdienstkreuz mit Stern und Schulterband der Bundesrepublik Deutschland (1960)
- Portugiesischer Ritterorden von Avis (1940, Großkreuz 1961)